# Élection présidentielle nigérienne de 2011
L'élection présidentielle nigérienne de 2011 a lieu les 31 janvier 2011 et 12 mars 2011 afin d'élire le président de la République du Niger. Des élections législatives ont lieu le même jour que le 1er tour de la présidentielle.
Mahamadou Issoufou l'emporte au second tour,,

## Contexte
Cette élection fait suite au coup d'État du 18 février 2010, par lequel les forces armées écartèrent le président Mamadou Tandja et instaurèrent une junte, le Conseil suprême pour la restauration de la démocratie, dont la fonction officielle était de préparer l'instauration de la démocratie. En juillet 2010, le gouvernement militaire présidé par Salou Djibo annonça la tenue d'une élection présidentielle le 3 janvier, précisant que les militaires et les membres du gouvernement de transition n'y prendraient pas part. Le scrutin est finalement reporté au 31 janvier. Le second tour s'est tenu le 12 mars.

## Système électoral
Le président de la république du Niger est élu au scrutin uninominal majoritaire à deux tours pour un mandat de cinq ans renouvelable une seule fois. Est élu le candidat ayant recueilli la majorité absolue des suffrages exprimés au premier tour. À défaut, un second tour est organisé trois semaines plus tard entre les deux candidats arrivés en tête au premier, et celui recueillant le plus de voix est déclaré élu.

## Candidats
Dix candidats ont été retenus par le Conseil constitutionnel de transition : 
| Candidat                     | Parti       |
| ---------------------------- | ----------- |
| Abdoulaye Amadou Traoré      | Indépendant |
| Amadou Cissé                 | UDR         |
| Mariama Gamatié Bayard       | RACINN      |
| Amadou Cheiffou              | RSD         |
| Hama Amadou                  | MODEN-FA    |
| Mahamadou Issoufou           | PNDS        |
| Mahamane Ousmane             | CDS         |
| Moussa Djermakoye Moumouni   | ANDP        |
| Ousmane Issoufou Oubandawaki | ARD         |
| Seyni Oumarou                | MNSD        |

## Résultats
| Candidats                | Candidats                    | Partis                   | Premier tour | Premier tour | Second tour | Second tour |
| Candidats                | Candidats                    | Partis                   | Voix         | %            | Voix        | %           |
| ------------------------ | ---------------------------- | ------------------------ | ------------ | ------------ | ----------- | ----------- |
|                          | Mahamadou Issoufou           | PNDS                     | 1 192 945    | 36,16        | 1 797 382   | 58,04       |
|                          | Seyni Oumarou                | MNSD                     | 766 215      | 23,23        | 1 299 436   | 41,96       |
|                          | Hama Amadou                  | MODEN                    | 653 737      | 19,82        |             |             |
|                          | Mahamane Ousmane             | CDS                      | 274 676      | 8,33         |             |             |
|                          | Amadou Cheiffou              | RSD                      | 134 732      | 4,08         |             |             |
|                          | Moussa Djermakoye Moumouni   | ANDP                     | 129 954      | 3,94         |             |             |
|                          | Ousmane Issoufou Oubandawaki | ARD                      | 63 378       | 1,92         |             |             |
|                          | Amadou Cissé                 | UDR                      | 52 779       | 1,60         |             |             |
|                          | Abdoulaye Amadou Traoré      | Ind.                     | 17 630       | 0,53         |             |             |
|                          | Bayard Mariama Gamatié       | RACINN                   | 12 595       | 0,38         |             |             |
|                          |                              |                          |              |              |             |             |
| Votes valides            | Votes valides                | Votes valides            | 3 298 641    | 94,90        | 3 096 818   | 93,84       |
| Votes blancs et nuls     | Votes blancs et nuls         | Votes blancs et nuls     | 177 107      | 5,10         | 203 209     | 6,16        |
| Total                    | Total                        | Total                    | 3 475 748    | 100          | 3 300 027   | 100         |
| Abstention               | Abstention                   | Abstention               | 3 264 745    | 48,43        | 3 440 019   | 51,04       |
| Inscrits / participation | Inscrits / participation     | Inscrits / participation | 6 740 493    | 51,57        | 6 740 046   | 48,96       |

 Représentation des résultats du second tour :
| Mahamadou Issoufou (58,04 %) |  |  | Seyni Oumarou (41,96 %) |
| ▲                            |  |  |                         |
| Majorité absolue             |  |  |                         |